# ナルシソ・イエペス
ナルシソ・ガルシア・イエペス（Narciso García Yepes、1927年11月14日 - 1997年5月3日）はスペイン出身のギタリスト、作曲家、編曲家。ナルシソ・ジェペスとも表記される。

## 来歴
スペイン・ムルシア地方、ロルカ近郊の農家にて生まれた。4歳の時に初めてギターに触れ、ロルカの音楽アカデミーでギターを学び、その後バレンシア音楽院に進んでギターや作曲を学んだ。ここで、作曲家のビセンテ・アセンシオ教授に大きな影響を受ける。また、マドリード音楽院では、レヒーノ・サインス・デ・ラ・マーサにギターを師事した。
1947年12月17日、スペイン劇場でのスペイン国立管弦楽団の定演コンサートに名指揮者アタウルフォ・アルヘンタにより招かれ、ロドリーゴのアランフエス協奏曲を演奏した。その後に行われたパリやジュネーヴなどでの演奏会の成功で、イエペスの名はヨーロッパ中に知れ渡った。
1950年から3年間、演奏法をヴァイオリンのジョルジェ・エネスク、ピアノのヴァルター・ギーゼキングに学んでいる。エネスクからは、作品の内部に踏み込んで分析する方法と、創造的な演奏、大胆で忠実な演奏の術を教わり、ギーゼキングからは、その豊かな器量、音色に関する繊細な感性力、そして直感力、楽譜を前にしての厳格さ、誠実さ、謙虚さを学んだ。両巨匠の晩年に当たり、特にエネスクは病気がちであったことから、折にふれてアドバイスを受けていたものと思われる。
1952年に、パリのカフェで映画監督のルネ・クレマンと偶然知り合い、「映画自体はすでに撮ってあるが、どんな音楽をつけたらよいか決めかねているので、映画のための音楽を担当してほしい」と監督から依頼を受ける。当初、アンドレス・セゴビアに音楽を担当してもらう予定だったが、すでに映画制作の為の予算を使い果たしており、セゴビアとは制作費の折り合いがつかず、当時まだ新人であったイエペスに音楽担当の依頼をする事となった。 そこで、24歳のイエペスは映画『禁じられた遊び』の音楽の編曲・構成、演奏を1本のギターだけで行った。そして、その映画が公開されると、メインテーマ曲「愛のロマンス」が大ヒットし、世界的に有名なギタリストとなった。
それから世界各地でリサイタルやオーケストラとの共演を行い、日本にも1960年から1996年までの間に計17回訪問した。
1964年からは、ホセ・ラミレス3世と共同で通常より音域の広い10弦ギターを開発した。演奏の軽快さが多少犠牲になり、一部ではギター音楽史に於いて邪道ですらあるという批判もあったが、均一的な共鳴を持つ透明度の高い音色は、多くの音楽愛好家に受け入れられた。
1989年4月スペイン芸術院のサン・フェルナンド王立アカデミーの会員に任命された。これはサインス・デ・ラ・マーサ、アンドレス・セゴビアに続く3人目の栄誉である。
1990年頃に、悪性リンパ腫に冒されている事が発覚し、1993年には医師から演奏活動の中止を忠告されたが、その後も演奏活動を続けた。だが、1996年3月にサンタンデール音楽祭に出演したのが最後のステージとなり、1997年5月3日に69歳で死去した。

## 人物
イエペスの信念である「芸術は神のほほえみである」の名のもとに10弦ギターで世界各地を演奏活動して回ったことにより、日本はもとより全世界で圧倒的な人気を誇り、なお且つ世界各地に及ぼした音楽的影響の高さはひときわ抜きん出ていた。
レパートリーの広さも、来日回数も、他の追随を許さぬものがあり、年間120回にもおよぶ演奏会を30年近く世界各地で行い、録音したレコードの枚数も50枚を超えている。
イエペスは心底からスペインの音楽家であった。その本領は20世紀のスペイン音楽にあった。それは、イサーク・アルベニスやエンリケ・グラナドスの音楽（すなわち編曲もの）を除いて、大半がギターのオリジナル作品によって占められていた。また、彼の10弦ギターによる演奏は、全て、端正で客観的であり、鋭角的であった。これは、イエペスの音楽家としてのポリシーと意欲がもたらしたものであり、ギター音楽の魅力を明らかにしつつ、決してそれに偏することがなく、あくまで音楽に即した確かな表現と造形性が特徴でもあった。さらに、イエペスの技術的な左右の指の運指、また演奏上の音楽的展開の基礎は、全身の筋肉の動きを究明するところから始まって、これまでに無かったギターの新しい演奏技術の進展を見せるものでもあった。
日本国内での代表的な弟子として、荘村清志、芳志戸幹雄、小原聖子、柿沼宏嗣、柿沼苗由美マリアテレサ（順不同）がいる。
イエペスには数々の栄誉が与えられており、代表的なものとしてムルシア大学名誉博士号、イサベル・ラ・カトリカ十字章、スペイン国王から芸術功労金メダル、スペイン文化賞からスペイン音楽大賞、スペイン作曲家協会賞、国営テレビ局大賞等がある。